# Do You Want to Know a Secret
«Do You Want to Know a Secret» –en español: «¿Quieres saber un secreto?»– es una canción de la banda británica The Beatles incluida originalmente en su álbum debut Please Please Me de 1963. El tema es cantado por George Harrison, aunque fue compuesto principalmente por John Lennon, y atribuido a Lennon/McCartney. En Estados Unidos fue lanzado como sencillo junto a «Thank You Girl» como lado B, siendo además el primer top diez de una canción con Harrison como vocalista, llegando a alcanzar el puesto 2 de la Billboard chart en 1964.

## Composición
La canción estuvo inspirada en el tema «I'm Wishing», una canción de 1937 de la película animada Blancanieves y los siete enanitos de Walt Disney, que la madre de Lennon, Julia Lennon, le cantaba cuando era niño. Las dos primeras líneas de la canción en la película de Disney («Want to know a secret? Promise not to tell?» [«¿Quieres saber un secreto? ¿Prometes no decirlo?»]) vienen justo después de la letra que abre la canción («You'll never know how much I really love you... You'll never know how much I really care..» [«Nunca sabrás lo mucho que te quiero ... Nunca sabrás lo mucho que me importas...»]). McCartney dijo que fue «una colaboración al 50% escrita para que la cantara otro», es decir, para que la cantara Harrison.

## Grabación
En 1980 Lennon dijo que le dio «Do You Want to Know a Secret» a Harrison para que la cantara porque «sólo había tres notas en ella y él no era precisamente el mejor cantante del mundo», pero agregó que «ha mejorado mucho desde entonces».
"No sabía cantar", dijo Harrison, a propósito de esta canción de Lennon-McCartney a la que le prestó la voz. Pero Harrison suena tremendamente bien cantando algo que es, básicamente, un piropo alargado.
Harrison cantaba dos de las canciones de Please Please Me, esta canción de Lennon y McCartney y «Chains» de Goffin/King. The Beatles no grabaron una canción compuesta solamente por Harrison hasta «Don't Bother Me» en With The Beatles.
Fue grabada durante una sesión de diez horas el 11 de febrero de 1963 junto con otras nueve canciones para Please Please Me.

## Lanzamiento como sencillo
«Do You Want to Know a Secret» fue lanzada un año después como sencillo en los Estados Unidos por Vee-Jay Records el 23 de marzo de 1964, alcanzando el n.º 2 en el Billboard Hot 100, solo por detrás de otra canción de The Beatles, «Can't Buy Me Love». También alcanzó el n.º 3 en la lista Cash Box, pero alcanzó el n.º 1 por dos semanas en la lista publicada por el Teletheatre Research Institute.

## Personal
El personal utilizado en la grabación de la canción fue el siguiente:
The Beatles
- George Harrison – Voz principal, guitarra acústica (Gibson J-160e) o  guitarra eléctrica Gretsch Duo Jet..
- John Lennon – Guitarra acústica (Gibson J-160e enchufada), armonía vocal o guitarra rítmica (Rickenbacker 325c58).
- Paul McCartney – Bajo (Höfner 500/1 61´), armonía vocal.
- Ringo Starr – Batería (Premier Duroplastic Mahoganny), Palillos.

Equipo de producción
- George Martin – producción
- Norman Smith – ingeniería de sonido

## Versión de Billy J. Kramer
La versión de The Beatles nunca fue lanzada como sencillo en el Reino Unido, donde una versión de Billy J. Kramer and the Dakotas (con «I'll Be on My Way» en el lado B, Parlophone R5023, 26 de abril de 1963) alcanzó el n.º 2 en la lista Record Retailer, y el n.º 1 en el NME (usada por Radio Luxembourg) y en la lista Pick of the Pops de la BBC, las más reconocidas de la época.

### Posición en las listas
| Lista (1963)     | Posición más alta |
| ---------------- | ----------------- |
| Record Retailer  | n.º 2             |
| Melody Maker     | n.º 1             |
| NME              | n.º 1             |
| Disc             | n.º 1             |
| Pop Weekly       | n.º 1             |
| Pick of the Pops | n.º 1             |